# Odostomia hendersoni
Odostomia hendersoni är en snäckart som beskrevs av Bartsch 1909. Odostomia hendersoni ingår i släktet Odostomia och familjen Pyramidellidae. Inga underarter finns listade i Catalogue of Life.